# Protocole de Londres (brevet)
Le protocole ou accord de Londres est un accord intervenu en octobre 2000 entre des pays de l'Organisation européenne des brevets, c'est-à-dire signataires de la convention de Munich de 1973.
Ce protocole a pour objet de simplifier le régime linguistique des brevets en Europe, en invitant les pays à renoncer, en y adhérant, à une partie des exigences de traduction au stade de la validation des brevets européens délivrés.
Le protocole est entré en vigueur le 1er mai 2008 dans treize pays qui l'ont adopté.

## Le régime actuel

### Les langues «officielles» de l’accord de Munich de 1973
Actuellement, l'Office européen des brevets (OEB) n'accepte d'examiner que les demandes de brevet rédigées en anglais, allemand ou français. Cette situation résulte de l’accord de Munich de 1973.
Une demande déposée dans une langue autre que l'anglais, l'allemand ou le français, doit obligatoirement être traduite, à la charge du demandeur, dans une de ces trois langues, dites « langues officielles de l'Office européen des brevets » pour être examinée. Si le demandeur ne fournit pas une telle traduction dans un délai de deux mois à compter du dépôt, l'OEB lui notifie et l'invite à remédier à cette irrégularité dans un délai supplémentaire de deux mois. Si le demandeur ne fournit pas une traduction dans ce délai (2 mois à compter du dépôt, puis 2 mois après notification de l'invitation de l'OEB), la demande est réputée retirée.
On note néanmoins que l’Italie est le 3e pays européen en nombre de brevets européens obtenus, derrière la France (2e) et l’Allemagne (1re), et devant le Royaume-Uni(4e) . Certains représentants italiens demandent donc que l’italien soit une langue officielle de l’Office européen.

### Les langues de publication des demandes de brevet
Chaque demande de brevet européen est publiée dès que possible après l'expiration d'un délai de dix-huit mois à compter de sa date de dépôt, ou, si une priorité (selon l'Article 4 de la Convention d'Union de Paris) a été revendiquée, dix-huit mois à compter de la date de priorité la plus ancienne revendiquée (Art. 93(1)a) CBE), dans la langue officielle de l'OEB dans laquelle elle a été déposée, ou, si elle a été déposée dans une autre langue, dans la langue officielle de l'OEB dans laquelle elle a été traduite (conformément à l'Art. 14(2) CBE).
Les langues officielles de l'OEB sont le français, l'anglais et l'allemand, selon l'Art. 14(1) CBE.

## Changements proposés par le protocole de Londres
(N.B.: Ce protocole ne modifie pas les exigences de traduction au moment du dépôt de la demande de brevet européen. Pour qu'une demande de brevet puisse être examinée par l'Office Européen des Brevets, le texte doit toujours être fourni en français, anglais ou allemand)
Le protocole de Londres prévoit deux régimes portant sur la vie du brevet après sa délivrance.

### Premier régime
Les pays qui ont une langue officielle en commun avec une langue officielle de l'Office européen des brevets (c'est-à-dire l'anglais, le français ou l'allemand), n'exigent plus de traduction des brevets européens dans leur langue nationale. Le brevet délivré est publié avec une version des revendications dans chacune de ces langues.
Ce régime concerne les pays suivants :
- Allemagne
- Belgique
- France
- Irlande
- Liechtenstein
- Luxembourg
- Monaco
- Royaume-Uni
- Suisse

Il pourrait aussi concerner l'Autriche, mais ce pays n'a pas signé le protocole de Londres.

### Deuxième régime
Chaque pays dont aucune langue officielle n'est une langue de l'OEB peut choisir l'une des langues officielles de l'OEB (anglais, allemand, ou français) comme « langue prescrite ». Les brevets européens doivent alors être traduits dans cette langue prescrite afin d'entrer en vigueur dans le pays concerné. Ces pays gardent le droit d'exiger la traduction des revendications dans une de leurs langues nationales.
Les pays exigeant une traduction des revendications dans une de leurs langues nationales sont les suivants : 
- Albanie (albanais)
- Croatie (croate)

- Danemark (danois)
- Finlande (finlandais)

- Hongrie (hongrois)
- Islande (islandais)
- Lettonie (letton)
- Lituanie (lituanien)

- Macédoine du Nord (macédonien)
- Norvège (norvégien)
- Pays-Bas (néerlandais)
- Slovénie (slovène)
- Suède (suédois)

Les pays signataires du protocole qui ont prescrit une langue pour la description ont tous choisi l'anglais. La Lettonie, la Lituanie, la Macédoine du Nord et la Slovénie ont renoncé à toute traduction de la description.
Les pays suivants n'appliquent pas le protocole de Londres et exigent donc la traduction complète du brevet délivré :
- Autriche
- Bulgarie
- Chypre
- Estonie
- Espagne
- Grèce
- Italie
- Malte (si le brevet est délivré en anglais, Il n'y a pas besoin de traduction)
- Pologne
- Portugal
- République tchèque
- Roumanie
- Slovaquie
- Turquie

### Disposition commune
En outre, tous les pays participant à l'accord gardent le droit d'exiger qu'en cas de litige fondé sur un brevet, une traduction complète du brevet soit fournie par le titulaire dans la langue nationale du pays.

## Débats
Différents spécialistes du droit processuel se sont interrogés sur l'application de cette dernière disposition : comment un tribunal pourrait-il juger d'une contrefaçon d'un titre en langue étrangère sur la base d'un texte traduit après coup, par exemple après une saisie effectuée chez le concurrent ?
Certains en déduisent que cette disposition est inapplicable.
Par ailleurs, la traduction des simples revendications serait tout à fait sans effet. En effet, les revendications, selon la convention de Munich, doivent être « concises » et s'interprètent « en fonction de la description », ce que rappelle d’ailleurs fréquemment la jurisprudence de l’OEB.
De plus, l'insuffisance de description est une cause de nullité des brevets.
Pour ces deux raisons, la description est nécessaire pour pouvoir juger de la validité et de la portée d'un brevet,, et la traduction des simples revendications est insuffisante.

### En Europe
Les signataires initiaux du protocole sont l'Allemagne, le Danemark, la France, le Liechtenstein, le Luxembourg, Monaco, les Pays-Bas, le Royaume-Uni, la Suède et la Suisse.
Les pays d’Europe méditerranéenne (Espagne, Portugal, Italie, Grèce) se sont exclus du protocole, ainsi que l’Autriche, la Belgique, la Pologne, la République tchèque et la Slovaquie. Initialement absents du protocole, l'Irlande, la Finlande et la Hongrie y ont par la suite adhéré.Parmi les pays qui ont rejoint l'OEB par la suite, l'Albanie, la Croatie, l'Islande, la Lettonie, la Lituanie, la Macédoine du Nord, la Norvège et la Slovénie ont ensuite adhéré.
En Allemagne, Angela Merkel a considéré que le protocole de Londres ne va « pas dans la bonne direction », au premier semestre 2007. L'Allemagne a ratifié le protocole de Londres dès 2002.
La commission européenne s'est à plusieurs reprises exprimée en faveur du protocole de Londres.
Le patronat suédois a quant à lui pris plusieurs fois position en faveur d'une solution anglais seulement, solution rejetée par la plupart des milieux politiques, à l'exception des milieux politiques suédois et suisses.
Les autorités espagnoles sont connues par contre pour avoir exprimé les réticences les plus vives contre toute solution qui ne donnerait pas une place particulière à la langue espagnole, dont elles font valoir qu'elle est parlée par des centaines de millions de personnes dans le monde.
En Belgique, où la question linguistique est sensible, des inquiétudes ont été exprimées dans les médias, et il a été avancé que la Belgique ne devrait signer le protocole de Londres que si des compensations lui sont offertes par les Pays-Bas et l'Allemagne. La Belgique n'avait pas signé le protocole de Londres à la date de novembre 2007 (et a fortiori ne l'avait pas ratifié). Toutefois, selon des modifications de la législation belge en matière de brevets, entrées en vigueur le 1er janvier 2017, la Belgique a renoncé aux exigences en matière de traduction visées à l'article 65 CBE. Cette mesure ayant les mêmes conséquences qu'une ratification au protocole de Londres avec renonciation à l'exigence de fourniture de toute traduction, la Belgique a finalement ratifié le protocole le 2 mai 2019.

### En France
En France, certains industriels (notamment les grandes entreprises représentées par le MEDEF) sont favorables au protocole de Londres. Par contre, diverses associations, comités et institutions (dont l'Académie française) s’y opposent. Jean-Pierre Raffarin, premier ministre de 2002 à 2005 s'est également prononcé pour une renégociation du protocole de Londres.
Le président du Sénat Christian Poncelet et le ministère de la justice ont également exprimé des réticences. C'est également le cas de Rudy Salles, vice-président de l'Assemblée Nationale, membre du comité d'opposition au protocole de Londres.
On note qu'alors que la France avait signé l'accord en 2000 à l'initiative du secrétaire d'État Ch. Pierret, ni le gouvernement Jospin, ni les gouvernements Raffarin et Villepin n'ont pris l'initiative de faire procéder à une ratification.
Au printemps 2006, plus de soixante députés de la majorité ont saisi le conseil constitutionnel par la procédure de l'article 54 de la Constitution pour faire déclarer le protocole de Londres anticonstitutionnel. Toutefois, un arrêt du conseil constitutionnel du 28 septembre 2006 a conclu à la conformité du protocole de Londres avec la Constitution française, en introduisant la notion de « personnes concernées » par un brevet, notion ayant apparemment pour effet de diminuer l'effet erga omnes du brevet, et d'assimiler celui-ci à un contrat implicite entre les personnes impliquées dans des activités industrielles.
Le débat pour la ratification du Protocole de Londres par la France a été relancé en juillet 2007 par le gouvernement français, mais suscite toujours diverses oppositions, parmi lesquelles celles de plusieurs parlementaires et celle du Conseil National des Barreaux, représentant la profession des avocats, exprimée dans une résolution au début du mois d'août 2007.
La loi autorisant le gouvernement français à ratifier le protocole de Londres a été publiée au JO du 18 octobre 2007, après son vote par l'Assemblée Nationale et le Sénat en septembre et octobre 2007. Le protocole de Londres est entré en application le 1er mai 2008.

### La convention de Munich et la constitution française
La constitution française dispose que la souveraineté nationale appartient au peuple qui l'exerce par ses représentants et la voie du référendum.
Le conseil constitutionnel a de plus décidé qu'aucune disposition de nature constitutionnelle n'autorise des transferts de tout ou partie de la souveraineté nationale à « quelque organisation internationale que ce soit ».
L'organisation européenne des brevets entre dans la catégorie des organisations internationales, puisque ce n'est pas un organisme communautaire.
Par ailleurs, la délivrance de brevet entre dans la catégorie des actes administratifs individuels.
Les actes administratifs sont sanctionnés par les juges administratifs et/ou judiciaires, et donc, in fine, par le Conseil d'État et la Cour de Cassation. Ceux-ci, représentants du peuple[réf. nécessaire], exercent ainsi la souveraineté nationale. Or la délivrance des brevets européens n'est sanctionnée que par les chambres de recours de l'OEB.
On peut donc s'interroger sur la compatibilité entre la convention de Munich et la constitution française : le fait de confier un acte administratif à une organisation internationale et de soustraire sa sanction au Conseil d’État et à la Cour de cassation n'est-il pas un transfert de souveraineté contraire à la constitution ?
Le secrétaire d’État aux Affaires européennes Jean-Pierre Jouyet a d'ailleurs déclaré à l'Assemblée nationale en septembre 2007 que la France devait travailler à faire de l'OEB une « institution plus politique et plus efficace ».

### Insécurité juridique accrue pour les PME et les entrepreneurs
- Le protocole de Londres constituerait un « Big Business Act », au contraire du « Small Business Act » américain. Les PME seraient confrontées à des difficultés de recrutement de personnel trilingue compétent techniquement et juridiquement.
- Le protocole de Londres créerait une insécurité juridique supplémentaire pour les PME qui n'ont pas les moyens d'analyser des brevets en langue étrangère et en grand nombre. Les PME se retrouveraient face à des risques juridiques importants[25].
- Les investisseurs seraient aussi dissuadés d’investir dans les jeunes pousses, de peur qu’elles ne contrefassent des brevets détenus par des entreprises étrangères, difficiles à repérer et analyser car rédigés en anglais ou en allemand.
- Le protocole de Londres favoriserait ainsi les pratiques des trolls des brevets, qui forcent des entreprises en difficultés à leur payer des licences de brevet dont la validité est douteuse et qu’ils n’exploitent pas forcément, en les menaçant de les assigner en justice.
- Les grandes entreprises seraient en mesure de contraindre les petites à accepter leurs conditions, en leur opposant des portefeuilles complets de brevets en langues étrangères.
- Le protocole de Londres conduirait d’ailleurs à la disparition de la profession de traducteur technique et scientifique, au détriment des PME, qui ont besoin des services de ces professionnels[26].
- L’insécurité juridique pour les PME serait particulièrement forte en France, du fait de l’imprévisibilité des décisions des tribunaux statuant en matière de brevets dont la jurisprudence est fluctuante et imprécise. Cette spécificité française serait due à l’absence de formation technique des juges des brevets (contrairement à la pratique allemande notamment) et à l’interdiction faite aux conseils en brevet de plaider devant les tribunaux (contrairement aux pratiques allemandes, américaines et britanniques notamment).

### La faible propension à breveter des ingénieurs français
On rappelle tout d'abord que le brevet français est le moins cher des brevets des grands pays industrialisés, ce qui suggérerait que le coût du brevet n'est pas un élément déterminant dans la situation française.
- Le protocole de Londres ne changerait rien au problème culturel des entreprises françaises qui considèrent la R&D comme une dépense alors que les entreprises américaines (et allemandes) considèrent la R&D comme un investissement : face à une baisse des coûts de brevets, les entreprises françaises ont moins le réflexe que les entreprises américaines de réutiliser l'argent économisé pour la R&D et les brevets[28].

Une baisse des coûts de brevets en France entraîne par conséquent une augmentation de la part des brevets d'origine étrangère en France. C'est en tout cas ce que l'on constate depuis la signature de la convention de Munich : la baisse des frais de procédure a été parallèle à la baisse de la part des brevets en vigueur en France et d'origine française.
- Le protocole de Londres ne changerait rien au manque de sensibilisation juridique des ingénieurs et des scientifiques français, dû à l'absence de formation adéquate dans les écoles d'ingénieur et dans les universités françaises, qui est telle que peu de cadres de l'industrie connaissent les critères de brevetabilité en France[29].
- Il mettrait les entreprises françaises en position d'infériorité, la population française parlant en moyenne moins bien anglais que la population allemande par exemple, et peu d'ingénieurs et juristes français parlant l'allemand.
- Il aggraverait par conséquent la méfiance envers les brevets, déjà forte en France.

## Critiques envers le protocole

### Inadaptation de la mesure proposée par le protocole
- Les frais de traduction intervenant plusieurs années (cinq en moyenne) après le dépôt, à un moment où les entreprises savent si l’invention possède ou non un marché, l’impact de la baisse des frais de traduction sur la propension des entreprises à déposer des demandes de brevet serait faible.
- À l’inverse, une baisse des taxes de dépôt, de recherche et d’examen qui doivent être acquittées plus tôt, à un moment où les entreprises ne savent pas si l’invention rapportera de l’argent ou non aurait un impact beaucoup plus certain pour encourager l’innovation.

On note par exemple que la taxe de recherche à l’OEB est quatre fois plus élevée que la taxe de recherche à l'United States Patent and Trademark Office (USPTO) pour une petite ou moyenne entreprise. La taxe d’examen est quant à elle dix fois plus élevée à l’OEB qu’à son homologue américain.
- L’OEB ayant fait un bénéfice de 336 millions d’euros en 2005[30], les frais de traduction ne constitueraient pas un frein à l’innovation.
- Le protocole de Londres n'implique aucune discipline en matière de taxes de maintien en vigueur collectées au profit des états et des offices de brevet : un pays peut signer le protocole tout en augmentant les taxes annuelles qu'il impose aux titulaires de brevet, et ainsi profiter des renonciations d'exigence de traduction des autres pays signataires tout en dissuadant l'extension des brevets sur son territoire[31].
- Ainsi, le protocole de Londres détournerait l'attention des taxes excessives prélevées par les états européens (et l'office européen des brevets) sur les brevets : taxe de délivrance, taxes de validation, taxes annuelles de maintien en vigueur.

La France serait d'ailleurs un des pays européens où les taxes de maintien en vigueur sont les plus faibles.
En revanche, le protocole de Londres permet des économies substantielles pour les entreprises françaises, car un certain nombre de pays l'ont ratifié de sorte qu'une seule traduction (en anglais) peut satisfaire les exigences de dépôt de traduction de la description dans les pays suivants : Croatie, Danemark, Finlande, Hongrie, Islande, Norvège, Pays-Bas, Suède. Ces pays exigent, en revanche, une traduction dans leur langue nationale (ou une de leurs langues nationales) des revendications. Par ailleurs, certains pays ont totalement renoncé à toute exigence de traduction. Ces pays sont : l'Allemagne, la Belgique, la France, l'Irlande, le Luxembourg, Monaco, le Royaume-Uni et la Suisse. Ces deux groupes de pays sont autant de langues officielles dans lesquelles il n'est plus nécessaire de fournir une traduction de la description. Dans le deuxième groupe, il n'est même pas exigé de traduction du tout, ne serait-ce celle des revendications.

### Un accord qui laisse de côté des grands pays européens
- L’Italie (3e pays européen pour le nombre de brevets obtenus ; 60 millions d’habitants) refuse de signer le protocole de Londres, l’italien n’étant pas langue officielle de l’OEB.
- L’Espagne (45 millions d’habitants) et la Pologne (39 millions d’habitants) refusent également de signer le protocole de Londres.

### Passage au tout anglais et vassalisation des pays non anglophones
- Le protocole de Londres encouragerait les entreprises européennes à déposer leurs brevets directement en anglais, sans passer par une version originale en langue nationale[34].
- Les pays dont aucune langue officielle n’est une langue de l’OEB (deuxième régime voir ci-dessus) qui décideraient de ratifier le protocole choisiraient tous l’anglais comme langue prescrite, et l’anglais deviendrait alors une langue obligatoire de traduction de tous les brevets[35].
- Il conduirait à l’appauvrissement du français et des autres langues européennes et avaliserait un passage au tout anglais, ou au tout globish[36].
- Il conduirait à une prédominance de facto de la pratique du droit de common law et de sa jurisprudence en langue anglaise, au détriment du droit romano-germanique et des jurisprudences nationales[37].

Outre l'enjeu culturel, il en résulterait un avantage concurrentiel pour les entreprises anglo-saxonnes, qui seraient avantagées de par leur culture linguistique et leur culture juridique.
- le protocole de Londres briderait les inventeurs et les PME non-anglophones, et diminuerait donc la dynamique d’innovation dans les pays non anglophones qui seraient dans une position de « vassalité vis-à-vis des puissants »[29].

### Devant un tribunal, nul ne serait censé ignorer l’anglais et l’allemand
- Le protocole de Londres contreviendrait au principe d'égalité devant la justice. En effet, devant un tribunal, un brevet en anglais ou allemand serait opposable. Ce que le Barreau résume par la formule : « l’adage nul n’est censé ignorer la loi serait complété par nul n’est censé ignorer l’anglais et l'allemand »[38].
- Or, la contrefaçon de brevet étant sanctionnée pénalement (jusqu’à trois ans de prison et 300 000 euros d’amende)[39], le protocole de Londres contreviendrait alors à la Convention européenne des droits de l’Homme [40].

### Affaiblissement du droit de brevet en Europe
- Le protocole de Londres imposerait un affaiblissement du droit de brevet, les sanctions prononcées sur la base d'un document en langue étrangère ne pouvant pas être élevées. La contrefaçon serait alors encouragée, car mal sanctionnée[41].

Or, pour encourager l'innovation, il serait nécessaire au contraire de renforcer le droit de brevet, en sanctionnant plus sévèrement la contrefaçon, comme cela serait le cas aux États-Unis ou en Allemagne.

### Un accord partiel qui n’aborde pas la question du contrôle juridique et démocratique du droit de brevet en Europe
- La question du régime linguistique des brevets en Europe devrait faire l'objet d'un accord global avec la question des juridictions compétentes pour traiter des affaires de contrefaçon de brevet et de la portée territoriale de leurs décisions.
Voir à ce sujet : 
  - le projet de traité EPLA (European Patent Litigation Agreement) (on précise bien que le protocole de Londres n’est pas nécessaire pour la mise en place de l’EPLA)
  - la position provisoire de février 2007 du service juridique du Parlement européen à ce sujet (interim legal opinion SJ-0844/06)
  - les arrêts de la Cour de Justice des Communautés Européennes du 13 juillet 2006 C4/03 et C539/03 estimant que les textes conventionnels actuels ne permettent pas les euro-injonctions en matière de contrefaçon de brevet.
- Il conviendrait éventuellement d’inclure ce projet dans une réflexion globale sur le brevet en Europe (notamment la brevetabilité du logiciel ou du vivant), et l’économie de la connaissance (voir à ce sujet la position de la FFII[42]).

### Concession sans contrepartie dans les relations internationales
Pour le député Jacques Myard, le protocole de Londres constitue une concession sans contrepartie aux États-Unis et aux pays asiatiques, qui bénéficieront du protocole de Londres tout en continuant à exiger des traductions respectivement en anglais, en chinois, en japonais et en coréen dès le dépôt des demandes de brevet. Il dénonce le risque que les entreprises françaises soient submergées par les brevets américains et asiatiques rédigés en anglais.